# Tibor Szalay Csikos
Tibor Szalay Csikos (Gbelce, 26 de gener de 1938) fou un futbolista hongarès de la dècada de 1960.
De família hongaresa, va néixer a la ciutat de Gbelce (Txecoslovàquia), fronterera amb Hongria (Köbölkút en hongarès). Els seus primers clubs foren el Vörös Lobogó de Budapest i l'Àustria de Viena. El 1958 fixà pel Sevilla FC, on hi jugà dues temporades. Entre 1961 i 1963 fou jugador del FC Barcelona, on guanyà una Copa d'Espanya, però no gaudí de massa minuts (només dos partits de lliga disputats). Més tard fou jugador del Reial Múrcia CF, i la temporada 1965-66 es proclamà campió de lliga amb el Beşiktaş JK turc. Els seus darrers anys els passà als Estats Units on jugà per diversos clubs nord-americans, New York Hungaria, Philadelphia Spartans, Houston Stars, Kansas City Spurs i Washington Darts.

## Palmarès
FC Barcelona
- Copa espanyola:
  - 1962-63

Beşiktaş
- Lliga turca:
  - 1965-66